# Thế vận hội Mùa đông 1994
Thế vận hội Mùa đông 1994, hay Thế vận hội Mùa đông XVII, được tổ chức từ 12 tháng 2 đến 27 tháng 2 năm 1994 tại Lillehammer, Na Uy. Tất cả có 67 quốc gia tham dự. Đây là lần đầu tiên một Thế vận hội được tổ chức 2 năm sau kỳ trước, thay vì mỗi 4 năm, và từ đó Thế vận hội Mùa đông và Thế vận hội Mùa hè không được tổ chức cùng một năm.

## Các quốc gia tham dự
| \| - Samoa thuộc Mỹ (2) - Andorra (6) - Argentina (10) - Armenia (2) - Úc (25) - Áo (80) - Belarus (33) - Bỉ (5) - Bermuda (1) - Bosna và Hercegovina (10) - Brasil (1) - Bulgaria (17) - Canada (95) - Chile (3) - Trung Quốc (24) - Croatia (3) - Síp (1) - Cộng hòa Séc (63) \| \| - Đan Mạch (4) - Estonia (26) - Fiji (1) - Phần Lan (61) - Pháp (98) - Gruzia (5) - Đức (112) - Anh Quốc (32) - Hy Lạp (9) - Hungary (16) - Iceland (5) - Israel (1) - Ý (104) - Jamaica (4) - Nhật Bản (57) - Kazakhstan (29) - Hàn Quốc (21) - Kyrgyzstan (1) \| \| - Latvia (27) - Liechtenstein (10) - Litva (6) - Luxembourg (1) - México (1) - Moldova (2) - Monaco (5) - Mông Cổ (1) - Hà Lan (21) - New Zealand (7) - Na Uy (88) (chủ nhà) - Ba Lan (28) - Bồ Đào Nha (1) - Puerto Rico (5) - România (23) - Nga (113) - San Marino (3) - Sénégal (1) \| \| - Slovakia (42) - Slovenia (22) - Nam Phi (2) - Tây Ban Nha (13) - Thụy Điển (84) - Thụy Sĩ (59) - Đài Bắc Trung Hoa (2) - Trinidad và Tobago (2) - Thổ Nhĩ Kỳ (1) - Ukraina (37) - Hoa Kỳ (147) - Uzbekistan (7) - Quần đảo Virgin thuộc Mỹ (8) \| |  | |  | |  | |
| - Samoa thuộc Mỹ (2) - Andorra (6) - Argentina (10) - Armenia (2) - Úc (25) - Áo (80) - Belarus (33) - Bỉ (5) - Bermuda (1) - Bosna và Hercegovina (10) - Brasil (1) - Bulgaria (17) - Canada (95) - Chile (3) - Trung Quốc (24) - Croatia (3) - Síp (1) - Cộng hòa Séc (63) |  | - Đan Mạch (4) - Estonia (26) - Fiji (1) - Phần Lan (61) - Pháp (98) - Gruzia (5) - Đức (112) - Anh Quốc (32) - Hy Lạp (9) - Hungary (16) - Iceland (5) - Israel (1) - Ý (104) - Jamaica (4) - Nhật Bản (57) - Kazakhstan (29) - Hàn Quốc (21) - Kyrgyzstan (1) |  | - Latvia (27) - Liechtenstein (10) - Litva (6) - Luxembourg (1) - México (1) - Moldova (2) - Monaco (5) - Mông Cổ (1) - Hà Lan (21) - New Zealand (7) - Na Uy (88) (chủ nhà) - Ba Lan (28) - Bồ Đào Nha (1) - Puerto Rico (5) - România (23) - Nga (113) - San Marino (3) - Sénégal (1) |  | - Slovakia (42) - Slovenia (22) - Nam Phi (2) - Tây Ban Nha (13) - Thụy Điển (84) - Thụy Sĩ (59) - Đài Bắc Trung Hoa (2) - Trinidad và Tobago (2) - Thổ Nhĩ Kỳ (1) - Ukraina (37) - Hoa Kỳ (147) - Uzbekistan (7) - Quần đảo Virgin thuộc Mỹ (8) |

## Môn thi đấu
| - Trượt tuyết Alpine - Hai môn phối hợp - Xe trượt băng (bobsleigh) - Trượt tuyết việt dã (cross-country skiing) - Trượt băng nghệ thuật (figure skating) - Trượt tuyết tự do (freestyle skiing) | - Khúc côn cầu trên băng - Luge - Trượt tuyết Nordic - Trượt băng vòng ngắn (short track speed skating) - Nhảy ski - Trượt băng tốc độ |

## Bảng tổng sắp huy chương
| 1  | Nga (RUS)       | 11 | 8  | 4 | 23 |
| 2  | Na Uy (NOR)     | 10 | 11 | 5 | 26 |
| 3  | Đức (GER)       | 9  | 7  | 8 | 24 |
| 4  | Ý (ITA)         | 7  | 5  | 8 | 20 |
| 5  | Hoa Kỳ (USA)    | 6  | 5  | 2 | 13 |
| 6  | Hàn Quốc (KOR)  | 4  | 1  | 1 | 6  |
| 7  | Canada (CAN)    | 3  | 6  | 4 | 13 |
| 8  | Thụy Sĩ (SUI)   | 3  | 4  | 2 | 9  |
| 9  | Áo (AUT)        | 2  | 3  | 4 | 9  |
| 10 | Thụy Điển (SWE) | 2  | 1  | 0 | 3  |